# Chucky Brown
Clarence Brown, detto Chucky (New York, 29 febbraio 1968), è un allenatore di pallacanestro ed ex cestista statunitense, di ruolo ala grande, allenatore dei SAU Falcons.

## Carriera
È stato selezionato dai Cleveland Cavaliers al secondo giro del Draft NBA 1989 (43ª scelta assoluta).
Detiene il record per aver militato nel maggior numero di squadre NBA: 12 (a pari merito con Joe Smith, Jim Jackson e Tony Massenburg).

## Statistiche

### College
| Anno      | Squadra       | PG  | PT | MP   | TC%  | 3P%  | TL%  | RP  | AP  | PRP | SP  | PP   |
| --------- | ------------- | --- | -- | ---- | ---- | ---- | ---- | --- | --- | --- | --- | ---- |
| 1985-1986 | NCSU Wolfpack | 31  | 5  | 10,0 | 47,5 | -    | 61,8 | 2,2 | 0,4 | 0,3 | 0,2 | 3,1  |
| 1986-1987 | NCSU Wolfpack | 34  | 5  | 18,5 | 58,7 | 0,0  | 76,3 | 4,3 | 0,4 | 0,3 | 0,2 | 6,6  |
| 1987-1988 | NCSU Wolfpack | 32  | 32 | 32,0 | 57,2 | 16,7 | 63,6 | 6,0 | 0,8 | 0,6 | 0,7 | 16,6 |
| 1988-1989 | NCSU Wolfpack | 31  | 31 | 33,9 | 54,8 | 28,6 | 64,8 | 8,8 | 1,4 | 0,9 | 0,9 | 16,4 |
| Carriera  | Carriera      | 128 | 73 | 23,5 | 55,7 | 25,0 | 66,7 | 5,3 | 0,7 | 0,5 | 0,5 | 10,6 |

### NBA

#### Regular Season
| Anno      | Squadra             | PG  | PT  | MP   | TC%  | 3P%  | TL%  | RP  | AP  | PRP | SP  | PP  |
| --------- | ------------------- | --- | --- | ---- | ---- | ---- | ---- | --- | --- | --- | --- | --- |
| 1989-1990 | Cleveland Cavaliers | 75  | 35  | 17,9 | 47,0 | 0,0  | 76,2 | 3,1 | 0,7 | 0,4 | 0,3 | 7,3 |
| 1990-1991 | Cleveland Cavaliers | 74  | 51  | 20,1 | 52,4 | 0,0  | 70,1 | 2,9 | 1,1 | 0,4 | 0,3 | 8,5 |
| 1991-1992 | Cleveland Cavaliers | 6   | 0   | 8,3  | 50,0 | -    | 62,5 | 1,0 | 0,5 | 0,5 | 0,0 | 2,5 |
| 1991-1992 | L.A. Lakers         | 36  | 2   | 10,6 | 46,6 | 0,0  | 61,0 | 2,1 | 0,6 | 0,3 | 0,2 | 3,8 |
| 1992-1993 | N.J. Nets           | 77  | 20  | 15,4 | 48,3 | 0,0  | 72,4 | 3,0 | 0,7 | 0,3 | 0,3 | 5,1 |
| 1993-1994 | Dallas Mavericks    | 1   | 0   | 10,0 | 100  | -    | 100  | 1,0 | 0,0 | 0,0 | 0,0 | 3,0 |
| 1994-1995 | Houston Rockets     | 41  | 14  | 19,9 | 60,3 | 33,3 | 61,3 | 4,6 | 0,7 | 0,3 | 0,3 | 6,1 |
| 1995-1996 | Houston Rockets     | 82  | 82  | 24,6 | 54,1 | 12,5 | 69,3 | 5,4 | 1,1 | 0,6 | 0,5 | 8,6 |
| 1996-1997 | Phoenix Suns        | 10  | 0   | 8,3  | 50,0 | -    | 72,7 | 1,6 | 0,4 | 0,0 | 0,2 | 3,4 |
| 1996-1997 | Milwaukee Bucks     | 60  | 1   | 11,2 | 50,8 | 16,7 | 66,1 | 2,2 | 0,4 | 0,2 | 0,3 | 2,8 |
| 1997-1998 | Atlanta Hawks       | 77  | 8   | 15,6 | 43,3 | 25,0 | 72,4 | 2,4 | 0,7 | 0,2 | 0,3 | 5,0 |
| 1998-1999 | Charlotte Hornets   | 48  | 21  | 24,8 | 47,2 | 37,5 | 67,8 | 3,6 | 1,2 | 0,3 | 0,4 | 8,5 |
| 1999-2000 | San Antonio Spurs   | 30  | 27  | 20,1 | 46,6 | 33,3 | 80,6 | 2,6 | 1,4 | 0,3 | 0,3 | 6,3 |
| 1999-2000 | Charlotte Hornets   | 33  | 2   | 15,0 | 43,4 | 14,3 | 52,4 | 2,7 | 0,8 | 0,4 | 0,2 | 4,4 |
| 2000-2001 | G.S. Warriors       | 6   | 0   | 12,3 | 45,0 | 0,0  | 60,0 | 3,0 | 0,8 | 0,5 | 0,2 | 4,0 |
| 2000-2001 | Cleveland Cavaliers | 20  | 2   | 13,3 | 41,3 | 0,0  | 66,7 | 1,8 | 0,3 | 0,3 | 0,3 | 3,9 |
| 2001-2002 | Sacramento Kings    | 18  | 0   | 5,1  | 37,0 | -    | 50,0 | 1,8 | 0,3 | 0,1 | 0,2 | 1,2 |
| Carriera  | Carriera            | 694 | 265 | 17,2 | 49,1 | 22,7 | 69,9 | 3,1 | 0,8 | 0,3 | 0,3 | 5,9 |

#### Playoffs
| Anno     | Squadra          | PG | PT | MP   | TC%  | 3P%  | TL%  | RP  | AP  | PRP | SP  | PP  |
| -------- | ---------------- | -- | -- | ---- | ---- | ---- | ---- | --- | --- | --- | --- | --- |
| 1992     | L.A. Lakers      | 3  | 0  | 14,7 | 42,1 | 0,0  | 50,0 | 3,7 | 0,7 | 0,0 | 0,7 | 6,3 |
| 1993     | N.J. Nets        | 4  | 0  | 15,5 | 40,9 | -    | 85,7 | 2,3 | 0,3 | 0,8 | 0,8 | 6,0 |
| 1995     | Houston Rockets  | 21 | 1  | 15,5 | 44,7 | 50,0 | 67,6 | 3,1 | 0,3 | 0,4 | 0,1 | 4,5 |
| 1996     | Houston Rockets  | 8  | 8  | 21,0 | 55,6 | -    | 83,3 | 3,0 | 0,6 | 0,4 | 0,0 | 8,1 |
| 1998     | Atlanta Hawks    | 4  | 0  | 12,5 | 46,7 | 50,0 | 50,0 | 1,5 | 1,0 | 0,0 | 0,0 | 4,0 |
| 2002     | Sacramento Kings | 1  | 0  | 1,0  | -    | -    | -    | 1,0 | 0,0 | 0,0 | 0,0 | 0,0 |
| Carriera | Carriera         | 41 | 9  | 15,9 | 46,9 | 40,0 | 71,4 | 2,8 | 0,5 | 0,4 | 0,2 | 5,3 |

## Palmarès
- Campionato NBA: 1

Houston Rockets: 1995
- All-CBA First Team (1995)